# Matthijs Büchli
Matthijs Büchli (Haarlem, 13 december 1992) is een Nederlandse baan- en wegwielrenner. Zijn specialiteiten zijn de sprint en de keirin. Hij is meervoudig wereldkampioen. In 2021 werd hij olympisch kampioen op de teamsprint.

## Biografie
Büchli bleek op jonge leeftijd al talent te hebben voor het baanwielrennen. Zo werd hij in 2007 Nederlands kampioen bij de junioren op het onderdeel omnium. Een jaar later won hij de onderdelen sprint en de tijdrit van een kilometer. 
In 2012 brak hij door bij de senioren. Op 20-jarige leeftijd werd hij nationaal kampioen op de sprint. Zijn internationale doorbraak volgde een jaar later met brons op het onderdeel keirin op de wereldkampioenschappen in het Wit-Russische Minsk. In hetzelfde jaar won hij een wereldbekerwedstrijd op de keirin en op de teamsprint, samen met Hugo Haak en Nils van 't Hoenderdaal
Een jaar later was er wederom brons voor Büchli bij de keirin op de wereldkampioenschappen en weer een wereldbekerzege en een zilveren medaille bij de Europese kampioenschappen. Samen met Jeffrey Hoogland en Van 't Hoenderdaal won hij de teamsprint op het EK tot 23 jaar. Op datzelfde kampioenschap won hij verschillende individuele medailles. Het jaar sloot de jonge baanwielrenner succesvol af door Nederlands kampioen te worden op de kilometertijdrit, sprint en keirin. Het jaar 2015 verliep een stuk minder succesvol met alleen twee nationale titels bij de teamsprint en bij de keirin.
Büchli won op 16 augustus 2016 op de Olympische Zomerspelen in Rio de Janeiro zilver op het onderdeel keirin. Hij nam ook deel aan de teamsprint en werd daarop zesde.
Vanaf augustus 2017 maakt Büchli onderdeel uit van BEAT Cycling Club. Hier vormt hij een team samen met Theo Bos en Roy van den Berg. Dit team wordt gecoacht door Tim Veldt. In 2017 werd Büchli Nederlands kampioen op de keirin, de sprint en de teamsprint (met Theo Bos en Roy van den Berg). Een jaar later werd hij op dit laatste onderdeel wereldkampioen.
In het seizoen 2018/2019 pakte hij naast meerdere overwinningen in de wereldbeker op het wereldkampioenschap in Pruszków zowel de wereldtitel bij de teamsprint en de keirin. In 2020 werd Büchli voor de derde keer op rij wereldkampioen.
Zijn grootste succes boekte Büchli in 2021 op de Olympische Spelen in Tokio. Samen met Jeffrey Hoogland, Roy van den Berg en Harrie Lavreysen won hij het toernooi. Büchli reed alleen mee in de kwalificatieronde, maar dat was genoeg om zich olympisch kampioen te mogen noemen.
Sinds oktober 2021 maakt Büchli deel uit van de wegploeg van BEAT Cycling. Hij wil zich meer gaan richten op wegwedstrijden.

## Persoonlijk
Büchli heeft een relatie met wielrenster Laurine van Riessen.

## Erelijst

### Baanwielrennen
| Jaar | NK                                              | EK                  | WK                | Olympische Spelen | Overige |
| ---- | ----------------------------------------------- | ------------------- | ----------------- | ----------------- | --- |
| 2011 | kilometertijdrit keirin                         |                     |                   |                   | |
| 2012 | sprint keirin                                   |                     |                   |                   | teamsprint EK tot 23 jaar                                                                                             |
| 2013 | keirin kilometertijdrit sprint kilometertijdrit |                     | keirin            |                   | teamsprint EK tot 23 jaar, 1× World Cup-zege teamsprint, 1× World Cup-zege sprint                                     |
| 2014 | keirin kilometertijdrit sprint                  | keirin              | keirin            |                   | teamsprint EK tot 23 jaar keirin EK tot 23 jaar kilometertijdrit EK tot 23 jaar, 1× World Cup-zege keirin             |
| 2015 | keirin teamsprint sprint                        |                     |                   |                   | sprint EK tot 23 jaar                                                                                                 |
| 2016 |                                                 |                     |                   | keirin            | |
| 2017 | teamsprint sprint keirin                        | teamsprint          | teamsprint        |                   | 2× World Cup-zege keirin                                                                                              |
| 2018 | sprint teamsprint                               | kilometertijdrit    | teamsprint        |                   | 2× World Cup-zege keirin, 1× World Cup-zege teamsprint (Met Roy van den Berg en Theo Bos) en 1× World Cup-zege sprint |
| 2019 | sprint · keirin                                 | teamsprint · keirin | teamsprint keirin |                   | |
| 2020 |                                                 |                     | teamsprint        |                   | |
| 2021 |                                                 |                     |                   | teamsprint        | |

2000: Gané, Tournant, Rousseau ·
2004: Wolff, Nimke, Fiedler ·
2008: Staff, Kenny, Hoy ·
2012: Kenny, Hoy, Hindes ·
2016: Hindes, Kenny, Skinner ·
2020: Van den Berg, Büchli, Lavreysen, Hoogland
2024: Van den Berg, Lavreysen, Hoogland